# Russische Badmintonföderationsmeisterschaft 2008
Die Russische Badmintonföderationsmeisterschaft 2008 wurde vom 11. bis zum 13. November 2008 im Sportpalast Borisoglebsky in Ramenskoje ausgetragen. Sieger wurde das Team aus der Region Primorje.

## Endstand
- 1. Region Primorje
- 2. Moskau
- 3. Oblast Tscheljabinsk
- 4. Oblast Nischni Nowgorod
- 5. Oblast Samara
- 6. Oblast Moskau
- 7. Oblast Saratow
- 8. Region Perm
- 9. Sankt Petersburg
- 10. Oblast Murmansk
- 10. Oblast Kaluga